# Peteria pinetorum
Peteria pinetorum är en ärtväxtart som beskrevs av C.L.Porter. Peteria pinetorum ingår i släktet Peteria och familjen ärtväxter. Inga underarter finns listade i Catalogue of Life.